# Back to the Future: Part I (soundtrack)
Back to the Future: Part I  is de soundtrack van de film Back to the Future. De filmmuziek op het album werd gecomponeerd door Alan Silvestri en kwam uit op 8 juli 1985, enkele dagen voor de film.
Het nummer "The Power of Love" van Huey Lewis and the News werd in 1986 zowel voor een Oscar als een Golden Globe genomineerd en het hele album werd genomineerd voor een Grammy Award. Het album stond 19 weken in de Billboard 200 met plaats 12 als hoogste notering.

## Tracklijst
1. "The Power of Love" – Huey Lewis and the News (3:58)
2. "Time Bomb Town" – Lindsey Buckingham (2:48)
3. "Back to the Future" – The Outatime Orchestra (3:20)
4. "Heaven Is One Step Away" – Eric Clapton (4:13)
5. "Back in Time" – Huey Lewis and the News (4:22)
6. "Back to the Future Overture" - The Outatime Orchestra (8:19)
7. "The Wallflower (Dance with Me Henry)" – Etta James (2:45)
8. "Night Train" – Marvin Berry and The Starlighters (2:17)
9. "Earth Angel (Will You Be Mine)" – Marvin Berry and The Starlighters (3:02)
10. "Johnny B. Goode" – Marty McFly and the Starlighters (3:06)

Muzieknummers uit de film die niet op het album uitgebracht zijn:
- "Mr. Sandman" - uitgevoerd door The Four Aces
- "The Ballad of Davy Crockett" - uitgevoerd door Fess Parker
- "Pledging My Love" - uitgevoerd door Johnny Ace

Het nummer "Back to the Future Overture" is opgebouwd uit:
1. Marty's Letter
2. Clocktower (:50 - 5:35)
3. '85 Lone Pine Mall (1:41 - einde)

## Hitnoteringen

### NPO Klassiek Filmmuziek Top 200
| Back to the Future in de NPO Klassiek Filmmuziek Top 200 | Back to the Future in de NPO Klassiek Filmmuziek Top 200 | Back to the Future in de NPO Klassiek Filmmuziek Top 200 | Back to the Future in de NPO Klassiek Filmmuziek Top 200 | Back to the Future in de NPO Klassiek Filmmuziek Top 200 |
| Jaar                                                     | 2019                                                     | 2023                                                     | 2024                                                     | 2025                                                     |
| -------------------------------------------------------- | -------------------------------------------------------- | -------------------------------------------------------- | -------------------------------------------------------- | -------------------------------------------------------- |
| Positie                                                  | 37                                                       | 59                                                       | 62                                                       | 52                                                       |